# Kazım-Kuş-Entscheidung
Die Kazım Kuş Entscheidung (Rechtssache C-237/91) ist ein Urteil des Europäischen Gerichtshofs (EuGH) vom 16. Dezember 1992 in einem Vorabentscheidungsverfahren über das Aufenthaltsrecht eines türkischen Staatsangehörigen in Deutschland.
Das Verfahren gilt als Musterprozess, der das Bleiberecht von allen Türken in Deutschland wesentlich gestärkt hat.

## Streitgegenstand
Kläger Kuş kam am 24. August 1980 in die Bundesrepublik Deutschland. Am 16. April 1981 heiratete er eine deutsche Staatsangehörige. Mit Verfügung vom 6. August 1984 hatte der Oberbürgermeister Wiesbadens die Verlängerung der Aufenthaltserlaubnis Kuş’ abgelehnt, mit der Begründung, dass die Ehe des türkischen Staatsbürgers Ende 1983 geschieden worden sei. Hiergegen erhob Kuş zunächst erfolglos Widerspruch. Ab dem 1. April 1982 war Kuş ununterbrochen in einem Angestelltenverhältnis mit gültiger Arbeitserlaubnis in der BRD tätig gewesen, zunächst sieben Jahre lang bei demselben Unternehmen.

## Prozess
Kuş focht die Verfügung des Oberbürgermeisters beim Verwaltungsgericht Wiesbaden an: Am 23. Mai 1985 wurde zunächst der Vollzug rückwirkend ausgesetzt und mit dem Urteil vom 30. Oktober 1987 letztlich zuerkannt, dass die Stadt Wiesbaden die Aufenthaltsgenehmigung von Kuş verlängern müsse. Die Landeshauptstadt legte daraufhin beim Hessischen Verwaltungsgerichtshof Berufung ein. Hier wurde zwar der Nichtanspruch des Klägers auf Erteilung einer Aufenthaltserlaubnis nach deutschem Recht festgestellt, die Richter wiesen jedoch zugleich auf die zu prüfende Möglichkeit der Anwendung des Artikels 6 des Beschlusses Nr. 1/80 hin, die den Interessen des Klägers entgegenkommen könne. Das Verfahren wurde ausgesetzt, um zu einer Vorabentscheidung in drei grundsätzlichen Fragen zu kommen:

„1) Erfuellt ein türkischer Arbeitnehmer die Voraussetzungen des Artikels 6 Absatz 1 dritter Gedankenstrich des Beschlusses Nr. 1/80 des Assoziationsrates EWG°Türkei über die Entwicklung der Assoziation, wenn sein Aufenthalt aufgrund des nationalen Rechts während des Verfahrens auf Erteilung einer Aufenthaltsgenehmigung als erlaubt gilt und er aufgrund dieses Aufenthaltsrechts und einer entsprechenden Arbeitserlaubnis mehr als vier Jahre einer unselbständigen Erwerbstätigkeit nachgegangen ist?
2) Findet die Bestimmung des Artikels 6 Absatz 1 erster Gedankenstrich des oben genannten Beschlusses Anwendung, wenn ein türkischer Staatsangehöriger, der zum Zwecke der Eheschließung mit einer deutschen Staatsangehörigen in die Bundesrepublik Deutschland eingereist und dessen Ehe nach dreijähriger Dauer geschieden worden ist, nach der Scheidung eine Aufenthaltserlaubnis zum Zwecke der Ausübung einer unselbständigen Erwerbstätigkeit begehrt und er zum Zeitpunkt der Ablehnung dieses Aufenthaltserlaubnisantrags bereits zweieinhalb Jahre mit gültiger Arbeitserlaubnis bei demselben Arbeitgeber beschäftigt gewesen ist?
3) Kann ein türkischer Arbeitnehmer unter den zu 1 oder 2 genannten Voraussetzungen unmittelbar aufgrund von Artikel 6 Absatz 1 erster oder dritter Gedankenstrich des oben genannten Beschlusses ausser der Verlängerung der Arbeitserlaubnis auch die Verlängerung der Aufenthaltserlaubnis verlangen, oder gehört die Regelung der aufenthaltsrechtlichen Folgen der beschäftigungsrechtlichen Beschlüsse des Assoziationsrats EWG°Türkei zu den Durchführungsbestimmungen, welche die Mitgliedstaaten nach Artikel 6 Absatz 3 dieses Beschlusses in eigener Verantwortung zu treffen haben, ohne an Gemeinschaftsrecht gebunden zu sein?“

Zu diesen Fragen gab es auch Einlassungen der deutschen Bundesregierung. Der Hessische Verwaltungsgerichtshof legte die Sache abschließend dem Europäischen Gerichtshofes vor.

## Entscheidung des Gerichts
Dieser entschied am 16. Dezember 1992:

„Artikel 6 Absatz 1 dritter Gedankenstrich des Beschlusses Nr. 1/80 des durch das Assoziierungsabkommen zwischen der Europäischen Wirtschaftsgemeinschaft und der Türkei geschaffenen Assoziationsrates vom 19. September 1980 über die Entwicklung der Assoziation ist dahin auszulegen, daß ein türkischer Arbeitnehmer die in dieser Bestimmung vorgesehene Voraussetzung, seit mindestens vier Jahren ordnungsgemäß beschäftigt zu sein, nicht erfuellt, wenn er diese Beschäftigung im Rahmen eines Aufenthaltsrechts ausgeuebt hat, das ihm nur aufgrund einer nationalen Regelung eingeräumt war, nach der der Aufenthalt während des Verfahrens zur Erteilung einer Aufenthaltserlaubnis im Aufnahmeland erlaubt ist; dies gilt auch dann, wenn das Aufenthaltsrecht des Betroffenen durch ein Urteil eines erstinstanzlichen Gerichts, gegen das ein Rechtsmittel eingelegt worden ist, bestätigt worden ist.
Artikel 6 Absatz 1 erster Gedankenstrich des Beschlusses Nr. 1/80 ist dahin auszulegen, daß ein türkischer Staatsangehöriger, der eine Aufenthaltserlaubnis für das Gebiet eines Mitgliedstaats erhalten hat, um dort mit einer Staatsangehörigen dieses Mitgliedstaats die Ehe zu schließen, und der dort seit mehr als einem Jahr mit gültiger Arbeitserlaubnis bei demselben Arbeitgeber gearbeitet hat, nach dieser Bestimmung einen Anspruch auf Verlängerung seiner Arbeitserlaubnis hat, selbst wenn seine Ehe zu dem Zeitpunkt, zu dem über den Verlängerungsantrag entschieden wird, nicht mehr besteht.
Ein türkischer Arbeitnehmer, der die Voraussetzungen des Artikels 6 Absatz 1 erster oder dritter Gedankenstrich des Beschlusses Nr. 1/80 erfuellt, kann sich unmittelbar auf diese Bestimmungen berufen, um ausser der Verlängerung seiner Arbeitserlaubsnis die Verlängerung seiner Aufenthaltserlaubnis zu erreichen.“